# オロペサ型係維掃海具

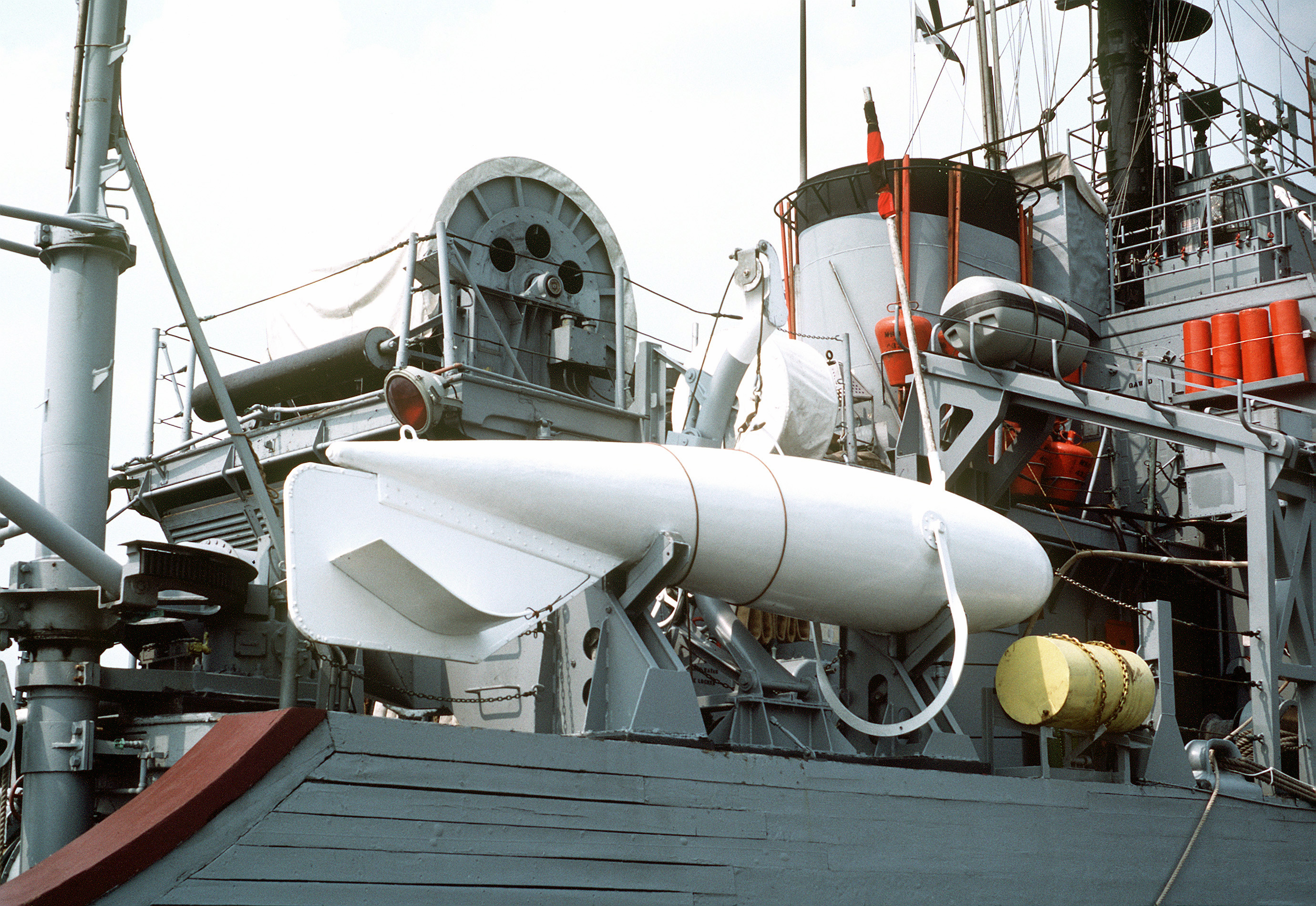
オロペサ型係維掃海具の掃海浮標

オロペサ型係維掃海具（オロペサがたけいいそうかいぐ、英語: Oropesa type mechanical sweep systems）は、掃海具の一種。第一次世界大戦中にイギリス海軍で開発されたのち、現在にいたるまで、係維機雷に対する代表的な掃海具として広く用いられている。単にO型掃海具（“O”-type sweep gear）と称されることもある。

## 来歴
機雷戦・対機雷戦が初めて世界的な注目を集めたのは日露戦争の時であった。旅順口攻撃・旅順港閉塞作戦において、旧日本海軍・ロシア海軍双方が係維式の触発機雷を敷設したことから、これを啓開する必要が生じ、実質的に初めて、掃海が行われることになった。この際には、2隻の艦艇でワイヤ（掃海索）を曳航して機雷の係維索を引っ掛けることで、機雷を危険のない海域に移動させたり、あるいは掃海索に取り付けたカッターで係維索を切断して缶体を浮上させることで、機雷を無力化していたが、掃海索の曳航は駆逐艦などでも行うことができたことから、専用の掃海艇を必要とはしなかった。
その後、第一次大戦において、連合国・中央同盟国の双方が機雷戦を展開したことから、より優れた掃海手段の開発が急務となった。これに応じて、英海軍の水雷部門は、大型艦艇の自衛用としてパラベーンを、そして掃海艇用としてオロペサ型掃海具を開発した。

## 構造

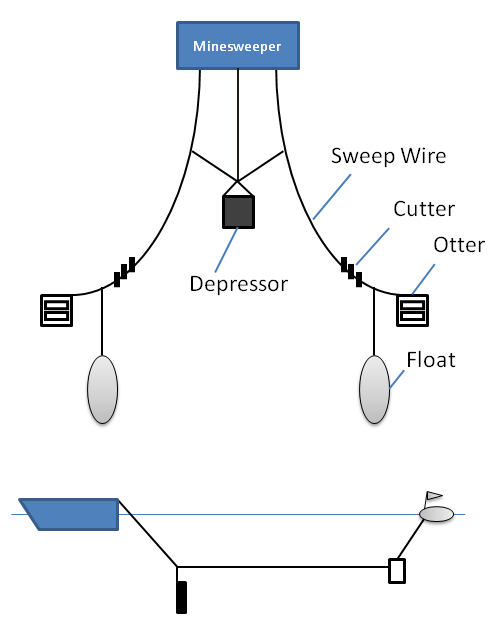
オロペサ型係維掃海具の構成。

上記の通り、基本的な発想はトロール船の漁具から導入されている。これは、海底の魚介類の漁獲のため、オッターボードと呼ばれる展開器で漁網を広げて魚を掬うというものであった。掃海具においては、この漁網のかわりに、係維索を切断するためのカッターなどを備えた掃海索を使用するという以外はおおむね同一であり、実際、「オロペサ」という名前は、試験に従事した当時のイギリスのトロール漁船から命名されたものである。
オロペサ型掃海具は、おおむね、下記のような構成とされている。
- 揚収装置
- 掃海索（ワイヤー）
- 沈降器（デプレッサー）
- 切断器（カッター）
- 展開器（オッター）
- 掃海浮標（フロート）

掃海索は、掃海艇の船尾（MSCでは両舷、MSBでは片舷）から展開されたのち、まず沈降器によって一定深度に沈下させられて曳航される。しかしこのままでは、掃海索は後ろに行けば行くほど垂れ下がってしまって深度を保持できないので、掃海索の末端部には展開器と掃海浮標がつながれている。展開器は、トロール漁具のオッターボードに相当する水中凧であり、曳航にともなって生じる水流を受けて揚力を発生することで、掃海索をノの字型（片舷展開の場合）あるいは八の字型（両舷展開の場合）に、左右数百メートルにわたって展開することができる。掃海浮標は要するにフロートであり、かつては金属製であったが、現在ではFRP製となっている。
展開器、沈降器と掃海浮標には様々な大きさがある。海上自衛隊の中型掃海艇においては、下記のようなバリエーションが用意されており、係維掃海具以外に音響掃海具や磁気掃海具の曳航にも用いられる。
- 展開器
  - サイズ1：大型のもの。係維掃海具とCL型磁気掃海具に使用する。
  - サイズ4：小型のもの。係維掃海具とJ型磁気掃海具、71式音響掃海具S-2に使用する。
- 掃海浮標
  - サイズ0：もっとも大型のもの。71式音響掃海具S-2に使用する。
  - サイズ1：大型のもの。係維掃海具とCL型磁気掃海具に使用する。
  - サイズ4：小型のもの。係維掃海具とJ型磁気掃海具に使用する。

サイズ1は、展開器・沈降器ともにサイズ4の倍の能力を備えているが、その分だけ曳航する掃海艇への負荷も大きい。係維掃海具は、サイズ4を使用した場合、掃海速力8ノットで、幅約300メートル、水深60メートルを掃海可能である。
展開器の直前部には、複数個の切断器が設置されている。これは、掃海索が引っ掛けた機雷の係維索を切断するためのものであり。切断器には、超硬合金の刃を係維索に押し当てて、掃海索の移動の力を用いてこれを押し切る歯板型と、火薬の力でタガネを打って切断する火薬型がある。また切断器にも大きさのバリエーションがあり、海上自衛隊の場合、沈降器側に中型のMk.11とMk.12が、展開器側に大型のMk.9が設置されている。

## 配備
オロペサ型掃海具は、1919年より公式に配備を開始して、以後、広く用いられた。現在では、係維掃海具のほぼすべてがオロペサ型の系譜に連なるものとなっており、海上自衛隊でも、67式普通掃海具として2014年現在でも用いられている。ただし、深深度海域に敷設された係維機雷に対しては、浮標と展開器を接続する索の長さによって深度を保持するというオロペサ型では対処困難なことから、こちらでは専用に開発された係維掃海具が用いられる。